# 现代铁路 (英国杂志)
《现代铁路》是英国出版的一份铁路运输类杂志，出版语言是英语，每月一期。杂志创刊于1962年1月，至2012年3月的出版单位是伊恩·艾伦出版有限公司，之后到现在的出版单位变为Key Publishing。该杂志初始总部所在地为英国薩里郡謝珀頓。 这份杂志的目标读者包括铁路行业专业人士及铁道迷。创办人杰弗里·弗里曼·艾伦创办该杂志时整合了其前身 Trains Illustrated 和 The Locomotive Magazine 两份铁路运输类杂志。

## 歷史
《现代铁路》的第一期于1962年1月出版，《现代铁路》的第一期因期号延续前身 Trains Illustrated 所以为（第14卷，总第160期）而非“第1卷，总第1期”。 时任英国交通委员会主席理查德·比钦作序道： 
“每月有数以万计的读者通过阅读这份杂志使之感到十分愉快，并获取十分有价值的关于英国铁路的信息。我觉得我们有共同的基础，因为你们的读者是我们的朋友，也是你们的朋友，我们一同让更多的人爱上了铁路。这是一份内容详实而又充满活力的杂志，我们期待这份杂志能够一直保持荣誉。铁路运输类杂志 Trains Illustrated 走入了新的时代，我认为这里选择的新刊名《现代铁路》是完全合适的。新的刊名标志着更高的目标、更宽广的道路，让我们一起携手共赢。”
杂志现任主编为菲利普·谢拉特（Philip Sherratt），在前任主编杰姆斯·艾博特（James Abbott）退休后继任。 经常在该杂志发表文章的作者包括罗杰·福特、伊恩·沃姆斯利（Ian Walmsley）、艾伦·威廉姆斯（Alan Williams）以及托尼·迈尔斯（Tony Miles）。